# Coccinia racemiflora
Coccinia racemiflora là một loài thực vật có hoa trong họ Cucurbitaceae. Loài này được Keraudren mô tả khoa học đầu tiên năm 1968.